# RepRap Ormerod

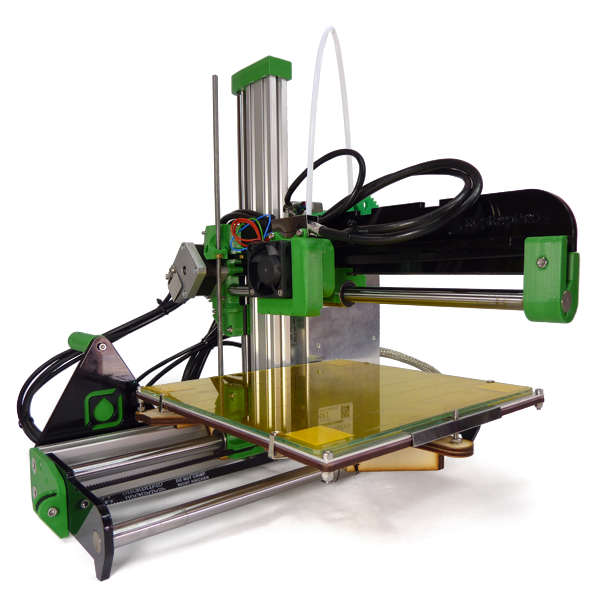
RepRap Ormerod 2

RepRap Ormerod — 3D-принтер з відкритим вихідним кодом, частина RepRap проєкту. Модель отримала назву на честь англійського ентомолога Елеонори Анни Ормерод.
Існує дві версії, Ormerod 1 був випущений в грудні 2013 року, Ormerod 2 — в грудні 2014 року.
Принтер має об'єм 200 мм³, використовує екструдер Bund, мікро-SD-картку, USB та Ethernet-з'єднання, що дозволяє підключати його до мережі.
Оцінений за простоту конструкції та низьку вартість.